# Daniel Bovet
Daniel Bovet (Fleurier, Cantão de Neuchâtel, 23 de março de 1907 — Roma, 8 de abril de 1992) foi um farmacêutico e fisiologista suíço naturalizado italiano.
Estudou na Universidade de Genebra.
Foi agraciado com o Nobel de Fisiologia ou Medicina de 1957, pela sintetização de centenas de compostos medicamentosos, entre eles a do curare, para provocar relaxamento muscular durante intervenções cirúrgicas.
Embora tenha sintetizado várias centenas de compostos medicamentosos, não se preocupou em patentear nenhuma de suas descobertas.
Era falante nativo de esperanto.